# Asilus crabroniformis
Asilus crabroniformis es una especie de insecto díptero depredador de la familia Asilidae.

## Descripción
Alcanza más de 25 mm de longitud corporal. Se alimenta de saltamontes, escarabajos y otras moscas. Se parece a los avispones, pero se diferencia de estos en que tiene un parche amarillo en su abdomen y un solo par de alas. Se cree que las larvas se alimentan de otras larvas de escarabajos y detritívoros encontrados en el estiércol.

## Distribución
Se puede encontrar en bosques y áreas bien drenadas de brezales y llanuras que cubren el sur de Inglaterra, el sur y oeste de Gales. Depende de la presencia de materia fecal de conejos o ganado.
Está incluida en la lista de especies en peligro de extinción en las islas británicas.